# 潭陽郡
潭陽郡（：／ Damyang gun */?），是大韓民國全羅南道北部的一個郡，位於光州廣域市東北，北鄰全羅北道。面積455.12平方公里，2006年人口50,865人。下分1邑、11面。1395年設郡，1416年改潭州為潭陽。
當地特產有竹子。湖南高速公路、88奧林匹克高速公路、高敞潭陽高速公路經過。